# Shākheh-ye Ālbū Shahbāz
Shākheh-ye Ālbū Shahbāz (persiska: شاخه آلبو شهباز) är en ort i Iran.   Den ligger i provinsen Khuzestan, i den västra delen av landet, 600 km söder om huvudstaden Teheran. Shākheh-ye Ālbū Shahbāz ligger 6 meter över havet och antalet invånare är 135.
Terrängen runt Shākheh-ye Ālbū Shahbāz är mycket platt. Runt Shākheh-ye Ālbū Shahbāz är det ganska tätbefolkat, med 54 invånare per kvadratkilometer. Närmaste större samhälle är Shādegān, 8,6 km söder om Shākheh-ye Ālbū Shahbāz. Trakten runt Shākheh-ye Ālbū Shahbāz är ofruktbar med lite eller ingen växtlighet.